# 좌안 (파리)

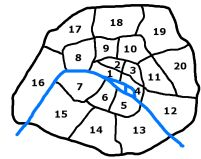
센강을 기준으로 남쪽 지역을 좌안이라 한다.

좌안(Rive gauche)은 센강 강남에 위치한 파리의 일부를 일컫는데 쓰이는 단어로, 강이 바다로 흐르는 방향에 따라 좌우를 구분한 것에 근거하여 우안(Rive droite)과는 대조되어 쓰인다. 강에 있는 섬들은 자연적으로 좌안과 우안, 그 어디에도 속하지 않는다. 5구, 6구, 7구, 13구, 14구 전체와 15구 거의 대부분이 좌안에 위치해 있다.

## 현 구성
죄안에는 다음과 같은 총 6개의 아롱디스망이 있다.
- 파리 5구
- 파리 6구
- 파리 7구
- 파리 13구
- 파리 14구
- 파리 15구 (자연적으로 좌안 우안 어디에도 속하지 않은 시뉴섬 제외)

## 문화

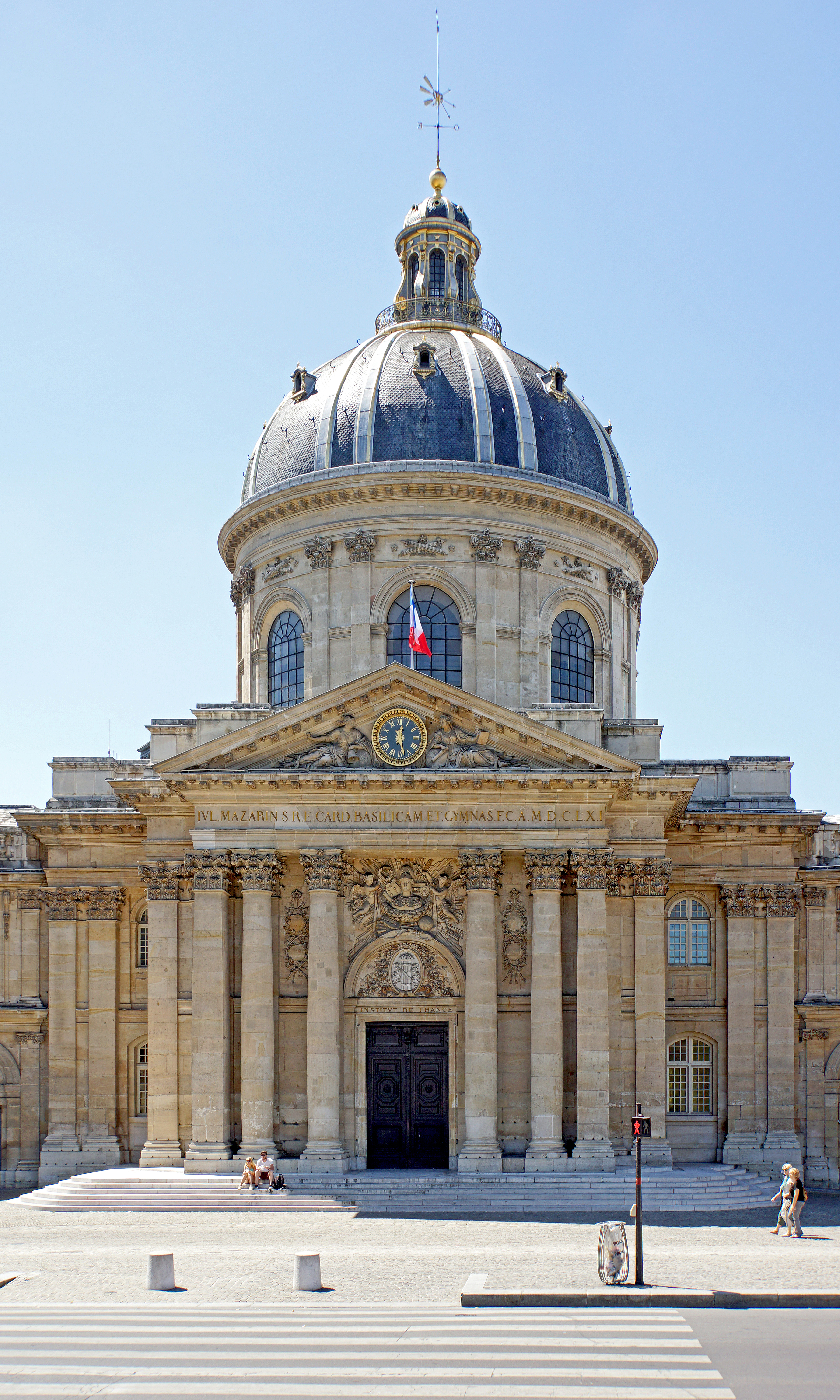
프랑스 학사원, 좌안의 상징 중 하나.

좌안은 역사적으로 다음과 같은 부류의 사람들이 모인 파리의 강변을 일컫는다.
- 지식인 (카페 드 플로르, 리프, 카페 데 되 마고가 위치한 카르티에 생제르맹데프레)
- 예술가 (주로 카르티에 뒤 몽파르나스에서 모였음)
- 음악가와 재즈음악 애호가 (특히 카보 드 라 위셰트, 타부, 생제르맹 클럽, 프티 주르날 몽파르나스 등에서 모였음)
- 교수와 학생 (리세 페넬롱과 같은 여러 교육 기관들이 소르본을 둘러싸고 있는 카르티에 라탱에서 모였음)

이외에도
- 앙시앵 레짐 때 귀족들이 사저를 지은 포부르 생제르맹.

알랭 수숑의 앨범 <데이지꽃 가까이서Au ras des pâquerettes>(1999)에 수록된 노래, "좌안Rive gauche"은 1950년대부터 시작된 카르티에 생제르맹데프레의 변화를 묘사한다.
- 영화 감독 아녜스 바르다가 거주했던 당페르로슈로 광장 근처 다게르 가(rue Daguerre). 1975년 바르다는 다게르 가의 분위기를 담고 이 구역의 삶을 묘사하고자 "은판사진(Daguerréotypes)"이라는 제목의 다큐멘터리를 감독했다.[1]

## 건축물
- 프랑스 국립도서관 (Bibliothèque nationale de France)
- 유행과 디자인의 도시 (Cité de la mode et du design)
- 파리 식물원 (Jardin des plantes)
- 조폐국 (Hôtel de la Monnaie)
- 프랑스 학사원 (Institut de France)
- 오르세 미술관 (Musée d'Orsay)
- 부르봉 궁전 (Palais Bourbon)
- 앵발리드 (Hôtel des Invalides)
- 케 브랑리 미술관 (Musée du quai Branly)
- 에펠탑 (Tour Eiffel)
- 뤽상부르 궁전 (Palais du Luxembourg)
- 파리 국제대학도시 (Cité internationale universitaire de Paris)
- 소르본 예배당 (Chapelle de la Sorbonne)
- 파리 지하묘지 (Catacombes)
- 파리 국립고등미술학교 (École nationale supérieure des Beaux-arts)
- 고블랭 공장 (Manufacture des Gobelins)

## 인프라
- 오스테를리츠역 (Gare d'Austerlitz)
- 몽파르나스역 (Gare Montparnasse)

## 같이 보기
- 우안 (파리)
- 파리 옛 도로명 목록 (Liste des anciens noms de voies de Paris)
- 카르티에 뒤 샤르도네의 중세 도로 목록 (Liste de rues médiévales du quartier du Chardonnet)
- 파리 센강 강변
- 하안 (지리학)